# 滨海圣雅屈
滨海圣雅屈（法語：Saint-Jacut-de-la-Mer，法語發音：[sɛ̃ ʒaky də la mɛʁ]）是法国阿摩尔滨海省的一个市镇，位于该省东北部，属于迪南区。

## 地理
滨海圣雅屈（48°35'50"N, 2°11'25"W）面积2.92 平方千米，位于法国布列塔尼大區阿摩尔滨海省，该省份为法国西北部沿海省份，位于布列塔尼半岛北部，北濒大西洋英吉利海峡，西接菲尼斯泰尔省，南至莫尔比昂省，东临伊勒-维莱讷省。
与滨海圣雅屈接壤的市镇（或旧市镇、城区）包括：克雷昂、滨海博赛。

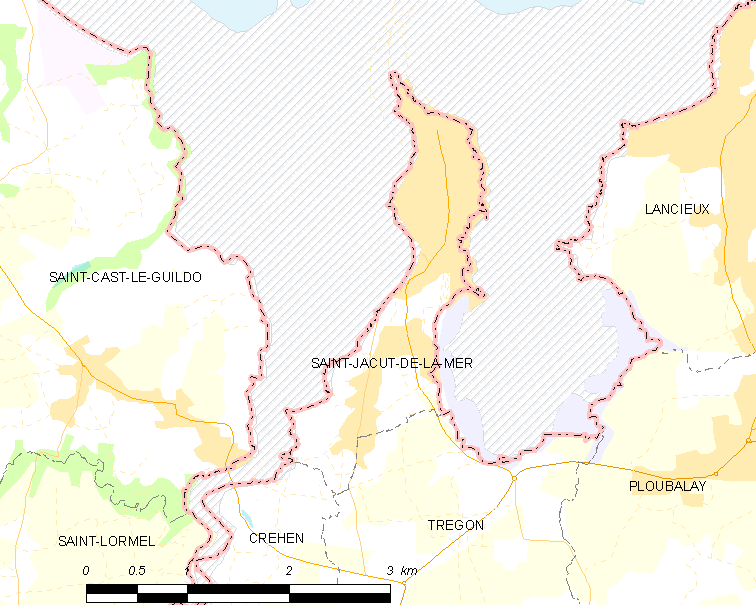
滨海圣雅屈的OSM定位图

滨海圣雅屈的时区为UTC+01:00、UTC+02:00（夏令时）。

## 行政
滨海圣雅屈的邮政编码为22750，INSEE市镇编码为22302。

## 政治
滨海圣雅屈所属的省级选区为普朗科埃特县。

## 人口

1962-2008年间滨海圣雅屈人口变化图示

滨海圣雅屈于2022年1月1日时的人口数量为909人。